# Atom: The Beginning
Atom: The Beginning (アトム ザ・ビギニング?, Atomu: Za Biginingu) è un manga scritto e disegnato da Tetsurō Kasahara in collaborazione con Makoto Tezuka e Masami Yūki. L'opera, serializzata inizialmente sul Monthly Hero's di Shogakukan dal 1º dicembre 2014 al 30 ottobre 2020 e poi continuata su Comiplex dal 27 novembre 2020 e tuttora in corso, è un prequel del manga Astro Boy di Osamu Tezuka. Un adattamento anime, coprodotto da OLM, Production I.G e Signal.MD, è stato trasmesso in Giappone dal 15 aprile all'8 luglio 2017. In Italia il manga viene pubblicato da J-Pop, mentre l'anime è stato acquistato da Yamato Video.

## Trama
Tenma e Ochanomizu sono due giovani studenti di robotica che come molti altri scienziati della loro epoca, sono impegnati nello sviluppo delle migliori tecnologie benefiche per affrontare le conseguenze di un disastroso incidente che ha sconvolto l'intero Giappone, ma che la autorità sembrano intenzionate a rimuoverlo dalla memoria di tutti. I due, geniali ma un po' sbadati, vengono considerati dei tipi stravaganti dai loro compagni di studi, e difatti il loro laboratorio sembra più uno sgabuzzino costruito su un cumulo di rifiuti che un luogo dedicato alle loro mansioni. La loro migliore creazione è un robot di nome A106 detto SIX, dove i due si sono impegnati maggiormente a sviluppare la consapevolezza e la sua capacità di agire autonomamente che sulla parte meccanica. Un giorno, i due amici scienziati decidono di presentare la loro creazione in una manifestazione dedicata ai robot e qui, un altro robot ha un cortocircuito e rischia di esplodere ma, sorprendentemente, SIX decide di propria volontà di impedire il peggio riuscendo a salvare la situazione utilizzando l'acqua di una torre d'irrigazione. Tuttavia SIX non è l'unica creatura robotica dotata di una volontà indipendente, e difatti esiste l'enigmatico Mars, il cui scopo non è noto a nessuno.

## Personaggi
Umatarō Tenma (天馬午太郎?, Tenma Umatarō)
Doppiato da: Yūichi Nakamura
Hiroshi Ochanomizu (お茶の水博士?, Ochanomizu Hiroshi)
Doppiato da: Takuma Terashima
A106/6 Six (シクス?, Shikusu)
Doppiato da: Yūki Inoue
Moriya Tsutsumi (堤茂理也?, Tsutsumi Moriya)
Doppiato da: Takahiro Sakurai
Motoko Tsutsumi (堤茂斗子?, Tsutsumi Motoko)
Doppiata da: Mikako Komatsu
Ran Ochanomizu (お茶の水蘭?, Ochanomizu Ran)
Doppiata da: Ayane Sakura
Shunsaku Han (伴俊作?, Han Shunsaku)
Doppiato da: Kengo Kawanishi
Kensaku Han (伴健作?, Han Kensaku)
Doppiato da: Nobuo Tobita
Maria (マリア?)
Doppiata da: Yoshino Nanjō

## Media

### Manga

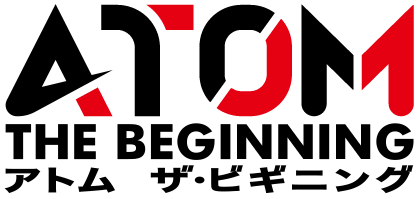
Logo della serie

Il manga, scritto e disegnato da Tetsurō Kasahara in collaborazione con Makoto Tezuka e Masami Yūki, è stato serializzato sulla rivista Monthly Hero's di Shogakukan dal 1º dicembre 2014 al 30 ottobre 2020 per poi spostarsi su Comiplex dal 27 novembre 2020 dove è tuttora in corso. Il primo volume tankōbon è stato pubblicato in Giappone il 5 giugno 2015. In Italia la serie è stata annunciata a maggio 2017 da J-Pop per poi iniziare la pubblicazione dal 22 novembre dello stesso anno. La traduzione dei testi è curata da Marco Franca.

#### Volumi
| Nº | Data di prima pubblicazione | Data di prima pubblicazione                                                 | Data di prima pubblicazione | Data di prima pubblicazione |
| Nº | Giapponese                  | Giapponese                                                                  | Italiano                    | Italiano                    |
| -- | --------------------------- | --------------------------------------------------------------------------- | --------------------------- | --------------------------- |
| 1  | 5 giugno 2015               | ISBN 978-4-86-468417-0                                                      | 22 novembre 2017            | ISBN 978-88-3275-222-9      |
| 2  | 4 dicembre 2015             | ISBN 978-4-86-468441-5                                                      | 17 gennaio 2018             | ISBN 978-88-3275-258-8      |
| 3  | 3 giugno 2016               | ISBN 978-4-86-468462-0                                                      | 18 aprile 2018              | ISBN 978-88-3275-346-2      |
| 4  | 5 dicembre 2016             | ISBN 978-4-86-468482-8                                                      | 13 giugno 2018              | ISBN 978-88-3275-426-1      |
| 5  | 5 aprile 2017               | ISBN 978-4-86-468495-8                                                      | 22 agosto 2018              | ISBN 978-88-3275-476-6      |
| 6  | 5 giugno 2017               | ISBN 978-4-86-468503-0                                                      | 22 novembre 2018            | ISBN 978-88-3275-548-0      |
| 7  | 5 dicembre 2017             | ISBN 978-4-86-468528-3                                                      | 20 febbraio 2019            | ISBN 978-88-3275-658-6      |
| 8  | 5 giugno 2018               | ISBN 978-4-86-468570-2                                                      | 22 maggio 2019              | ISBN 978-88-3275-807-8      |
| 9  | 29 dicembre 2018            | ISBN 978-4-86-468607-5                                                      | 31 luglio 2019              | ISBN 978-88-3275-932-7      |
| 10 | 5 luglio 2019               | ISBN 978-4-86-468656-3 (ed. regolare) ISBN 978-4-86-468657-0 (ed. limitata) | 26 febbraio 2020            | ISBN 978-88-349-0083-3      |
| 11 | 5 dicembre 2019             | ISBN 978-4-86-468680-8                                                      | 3 febbraio 2021             | ISBN 978-88-349-0449-7      |
| 12 | 5 giugno 2020               | ISBN 978-4-86-468727-0                                                      | 28 luglio 2021              | ISBN 978-88-349-0678-1      |
| 13 | 4 dicembre 2020             | ISBN 978-4-86-468765-2                                                      | 15 giugno 2022              | ISBN 978-88-349-0899-0      |
| 14 | 5 marzo 2021                | ISBN 978-4-86-468790-4                                                      | 14 dicembre 2022            | ISBN 978-88-349-1226-3      |
| 15 | 5 agosto 2021               | ISBN 978-4-86-468822-2                                                      | 7 giugno 2023               | ISBN 978-88-349-2027-5      |
| 16 | 5 gennaio 2022              | ISBN 978-4-86-468863-5                                                      | 31 ottobre 2023             | ISBN 978-88-349-2140-1      |
| 17 | 27 maggio 2022              | ISBN 978-4-86468-887-1                                                      | 17 gennaio 2024             | ISBN 978-88-349-1338-3      |
| 18 | 29 marzo 2023               | ISBN 978-4-86468-161-2                                                      | 5 giugno 2024               | ISBN 978-88-349-2601-7      |
| 19 | 5 settembre 2023            | ISBN 978-4-86468-198-8                                                      | 26 febbraio 2025            | ISBN 978-88-349-3192-9      |
| 20 | 5 marzo 2024                | ISBN 978-4-86468-244-2                                                      | 4 giugno 2025               | ISBN 978-88-349-3310-7      |
| 21 | 5 settembre 2024            | ISBN 978-4-86468-287-9                                                      | ottobre 2025                | ISBN 978-88-349-3676-4      |
| 22 | 26 dicembre 2024            | ISBN 978-4-86805-038-4 (ed. regolare) ISBN 978-4-86805-039-1 (ed. limitata) | —                           | —                           |
| 23 | 15 maggio 2025              | ISBN 978-4-86805-068-1                                                      | —                           | —                           |
| 24 | 29 agosto 2025              | ISBN 978-4-86805-107-7                                                      | —                           | —                           |

### Anime
Annunciato il 1º giugno 2016 sul Monthly Hero's di Shogakukan, un adattamento anime di dodici episodi, coprodotto da OLM, Production I.G e Signal.MD per la regia di Katsuyuki Motohiro e Tatsuo Satō, è andato in onda su NHK General TV dal 15 aprile all'8 luglio 2017. In Italia gli episodi sono stati trasmessi in streaming in simulcast da Yamato Video su YouTube, mentre negli Stati Uniti i diritti sono stati acquistati da Sentai Filmworks per la piattaforma di Amazon Anime Strike.

#### Episodi
| Nº | Titolo italiano Giapponese 「Kanji」 - Rōmaji                                             | In onda        | In onda |
| Nº | Titolo italiano Giapponese 「Kanji」 - Rōmaji                                             | Giapponese     |         |
| 1  | Il braccio di ferro si attiva 「鉄腕起動」 - Tetsuwan kidō                                | 15 aprile 2017 |         |
| 2  | Consapevolezza 「ベヴストザイン」 - Bevusutozain                                          | 22 aprile 2017 |         |
| 3  | Ricerche 「それぞれの追跡」 - Sorezore no tsuiseki                                        | 29 aprile 2017 |         |
| 4  | Benvenuti al festival universitario di Nerima 「練大祭へようこそ」 - Neri-daisai e yōkoso | 6 maggio 2017  |         |
| 5  | La sfrenata corsa dei trasporti Baffo 「激走マルヒゲ運送」 - Gekisō Maruhige unsō         | 13 maggio 2017 |         |
| 6  | La rovina del laboratorio 7 「7研壊滅す！」 - 7-ken kaimetsusu!                           | 20 maggio 2017 |         |
| 7  | La Principessa Teru 「蘭とTERU姫」 - Ran to Teru-hime                                     | 3 giugno 2017  |         |
| 8  | La Lotta dei Robot 「ロボットレスリング シックス戦闘不能」 - Robotto Resuringu            | 10 giugno 2017 |         |
| 9  | Six è fuori combattimento 「シックス戦闘不能」 - Shikkusu sentō funō                      | 17 giugno 2017 |         |
| 10 | Battle Royale 「バトルロイヤル」 - Batoru Roiyaru                                         | 24 giugno 2017 |         |
| 11 | Dialogo 「対話」 - Taiwa                                                                  | 1º luglio 2017 |         |
| 12 | Beginning 「ビギニング」 - Biginingu                                                      | 8 luglio 2017  |         |